# ماهدخت
ماهدخت یا مهدخت (مرگ در ۱۲ ژانویه ۳۱۹) دختر فولار، شاهزاده دورساس، بود. ماهدخت به همراه برادرانش آذرفروا و مهرنرسه از آیین زرتشتی روی گردانده و به مسیحیت گرویدند و همه آن‌ها به دلیل اینکه ارتداد به دستور شاپور دوم جرم شناخته می‌شد، در ۱۲ ژانویه ۳۱۹ اعدام شدند. ماهدخت در تمام شاخه‌های کلیسای مشرق یک قدیس است. روز روزه او در ۱۲ ژانویه است. ماهدخت واژه‌ای فارسی به معنای «دختر ماه» است.
او همچنین قدیس پشتیبان روستای ارادن در شمال عراق است. کلیسای سلطانه ماهدخت که به سده چهارم میلادی بازمی‌گردد، به یاد او بنا شده‌است. این مکان برای بسیاری از مسیحیان سریانی یک زیارتگاه است.